# Macrostemum dohrni
Macrostemum dohrni är en nattsländeart som först beskrevs av Georg Ulmer 1905.  Macrostemum dohrni ingår i släktet Macrostemum och familjen ryssjenattsländor. Inga underarter finns listade i Catalogue of Life.